# Camille Beeckman
Camille Beeckman (Meerbecke, 25 de febrero de 1910 – Ninove, 2 de marzo de 1994) fue un ciclista de carretera belga.
Profesional del 1935 al 1943 particularmente adecuado a las duras corrió en línea del norte Europa al suyo activo cuenta piazzamenti de primer nivel en el clásico monumento.
Fue tercero al Tour de Flandes del 1943, e idéntico resultado lo obtuvo en la Flecha Valona de 1948.

## Palmarés
1935
- Victoria de etapa en la  Vuelta a Bélgica Independientes

1939
- Victoria de etapa en la  Vuelta a Bélgica

1943
- Kermesse de Aaigem

1944
- Lieja-Charleroi-Lieja